# Élections législatives de 2017 dans l'Aube
Les élections législatives françaises de 2017 se déroulent les 11 et 18 juin 2017. Dans le département de l'Aube, trois députés sont à élire dans le cadre de trois circonscriptions.

## Élus
| Circonscription                                 | Député sortant      | Parti | Parti | Député élu ou réélu   | Parti | Parti |
| ----------------------------------------------- | ------------------- | ----- | ----- | --------------------- | ----- | ----- |
| 1re                                             | Nicolas Dhuicq      |       | LR    | Grégory Besson-Moreau |       | LREM  |
| 2e                                              | Jean-Claude Mathis* |       | LR    | Valérie Bazin-Malgras |       | LR    |
| 3e                                              | Gérard Menuel       |       | LR    | Gérard Menuel         |       | LR    |
| * député sortant ne se représentant pas en 2017 |                     |       |       |                       |       |       |

## Rappel des résultats départementaux des élections de 2012
| Parti          | Parti                               | Premier tour | Premier tour | Second tour | Second tour | Sièges |
| Parti          | Parti                               | Voix         | %            | Voix        | %           | Sièges |
| -------------- | ----------------------------------- | ------------ | ------------ | ----------- | ----------- | ------ |
|                | Union pour un mouvement populaire   | 45 681       | 38,33        | 60 534      | 52,60       | 3      |
|                | Divers droite dont DLR, PCD         | 1 737        | 1,46         |             |             | 0      |
|                | Droite parlementaire                | 47 418       | 39,79        | 60 534      | 52,60       | 3      |
|                |                                     |              |              |             |             |        |
|                | Parti socialiste                    | 23 885       | 20,04        | 32 919      | 28,60       | 0      |
|                | Parti radical de gauche             | 10 703       | 8,98         | 12 407      | 10,78       | 0      |
|                | Divers gauche dont MRC              | 299          | 0,25         |             |             | 0      |
|                | Majorité présidentielle             | 34 887       | 29,28        | 45 326      | 39,38       | 0      |
|                |                                     |              |              |             |             |        |
|                | Front national                      | 25 100       | 21,06        | 9 226       | 8,02        | 0      |
|                | Front de gauche                     | 4 801        | 4,03         |             |             | 0      |
|                | Mouvement démocrate                 | 3 752        | 3,15         | 0           |             |        |
|                | Divers écologiste dont MÉI, AÉI, GÉ | 2 011        | 1,69         | 0           |             |        |
|                | Extrême gauche dont LO et POI       | 1 194        | 1,00         | 0           |             |        |
|                |                                     |              |              |             |             |        |
| Inscrits       | Inscrits                            | 203 806      | 100,00       | 203 513     | 100,00      | 3      |
| Abstentions    | Abstentions                         | 82 739       | 40,6         | 84 655      | 41,6        |        |
| Votants        | Votants                             | 121 067      | 59,4         | 118 858     | 58,4        |        |
| Blancs et nuls | Blancs et nuls                      | 1 902        | 1,57         | 3 772       | 3,17        |        |
| Exprimés       | Exprimés                            | 119 165      | 98,43        | 115 086     | 96,83       |        |

## Résultats

### Résultats à l'échelle du département
|                                          |                           |                           |                           |                          |                          |
|                                          |                           | Premier tour 11 juin 2017 | Premier tour 11 juin 2017 | Second tour 18 juin 2017 | Second tour 18 juin 2017 |
|                                          |                           |                           |                           |                          |                          |
|                                          |                           | Nombre                    | % des inscrits            | Nombre                   | % des inscrits           |
| Inscrits                                 | Inscrits                  | 203 890                   | 100,00                    | 203 893                  | 100,00                   |
| Abstentions                              | Abstentions               | 100 871                   | 49,47                     | 110 483                  | 54,19                    |
| Votants                                  | Votants                   | 103 019                   | 50,53                     | 93 410                   | 45,81                    |
|                                          |                           |                           | % des votants             |                          | % des votants            |
| Bulletins blancs                         | Bulletins blancs          | 1 426                     | 1,38                      | 5 695                    | 6,10                     |
| Bulletins nuls                           | Bulletins nuls            | 580                       | 0,56                      | 2 359                    | 2,53                     |
| Suffrages exprimés                       | Suffrages exprimés        | 101 013                   | 98,05                     | 85 356                   | 91,38                    |
|                                          |                           |                           |                           |                          |                          |
| Étiquette politique                      | Étiquette politique       | Voix                      | % des exprimés            | Voix                     | % des exprimés           |
|                                          |                           |                           |                           |                          |                          |
|                                          | Les Républicains          | 24 688                    | 24,44                     | 40 353                   | 47,28                    |
|                                          | Front national            | 22 846                    | 22,62                     | 8 779                    | 10,29                    |
|                                          | La République en marche   | 20 982                    | 20,77                     | 24 676                   | 28,91                    |
|                                          | Mouvement démocrate       | 10 181                    | 10,08                     | 11 548                   | 13,53                    |
|                                          | La France insoumise       | 8 511                     | 8,43                      |                          |                          |
|                                          | Écologiste                | 2 755                     | 2,73                      |                          |                          |
|                                          | Divers droite             | 2 743                     | 2,72                      |                          |                          |
|                                          | Divers                    | 2 563                     | 2,54                      |                          |                          |
|                                          | Parti socialiste          | 2 160                     | 2,14                      |                          |                          |
|                                          | Parti communiste français | 1 746                     | 1,73                      |                          |                          |
|                                          | Extrême gauche            | 667                       | 0,66                      |                          |                          |
|                                          | Debout la France          | 589                       | 0,58                      |                          |                          |
|                                          | Divers gauche             | 582                       | 0,58                      |                          |                          |
| Source : Ministère de l'Intérieur - Aube |                           |                           |                           |                          |                          |

### Résultats par circonscription

#### Première circonscription
Député sortant : Nicolas Dhuicq (Les Républicains).
|                                                                        |                                                                                         |                           |                           |                          |                          |
|                                                                        |                                                                                         | Premier tour 11 juin 2017 | Premier tour 11 juin 2017 | Second tour 18 juin 2017 | Second tour 18 juin 2017 |
|                                                                        |                                                                                         |                           |                           |                          |                          |
|                                                                        |                                                                                         | Nombre                    | % des inscrits            | Nombre                   | % des inscrits           |
| Inscrits                                                               | Inscrits                                                                                | 64 357                    | 100,00                    | 64 359                   | 100,00                   |
| Abstentions                                                            | Abstentions                                                                             | 30 997                    | 48,16                     | 31 868                   | 49,52                    |
| Votants                                                                | Votants                                                                                 | 33 360                    | 51,84                     | 32 491                   | 50,48                    |
|                                                                        |                                                                                         |                           | % des votants             |                          | % des votants            |
| Bulletins blancs                                                       | Bulletins blancs                                                                        | 568                       | 1,70                      | 1 072                    | 3,30                     |
| Bulletins nuls                                                         | Bulletins nuls                                                                          | 209                       | 0,63                      | 327                      | 1,01                     |
| Suffrages exprimés                                                     | Suffrages exprimés                                                                      | 32 583                    | 97,67                     | 31 092                   | 95,69                    |
|                                                                        |                                                                                         |                           |                           |                          |                          |
| Candidat Étiquette politique (partis et alliances)                     | Candidat Étiquette politique (partis et alliances)                                      | Voix                      | % des exprimés            | Voix                     | % des exprimés           |
|                                                                        |                                                                                         |                           |                           |                          |                          |
|                                                                        | Grégory Besson-Moreau La République en marche                                           | 9 730                     | 29,86                     | 11 336                   | 36,46                    |
|                                                                        | Nicolas Dhuicq (député sortant) Les Républicains (Union des démocrates et indépendants) | 8 369                     | 25,69                     | 10 977                   | 35,30                    |
|                                                                        | Bruno Subtil Front national                                                             | 8 109                     | 24,89                     | 8 779                    | 28,24                    |
|                                                                        | Michel Bach La France insoumise                                                         | 2 500                     | 7,67                      |                          |                          |
|                                                                        | Michel Guéritte Europe Écologie Les Verts                                               | 875                       | 2,69                      |                          |                          |
|                                                                        | Emmanuel Provin Divers (Parti socialiste diss.)                                         | 852                       | 2,61                      |                          |                          |
|                                                                        | Marie Gatard-Lafond Parti communiste français                                           | 558                       | 1,71                      |                          |                          |
|                                                                        | Ghislain Wysocinski Écologiste (Mouvement 100 % - Alliance écologiste indépendante)     | 353                       | 1,08                      |                          |                          |
|                                                                        | Yves Samonati Divers droite                                                             | 333                       | 1,02                      |                          |                          |
|                                                                        | Claude Hecquet Divers                                                                   | 274                       | 0,84                      |                          |                          |
|                                                                        | Lionel Paillard Lutte ouvrière                                                          | 220                       | 0,68                      |                          |                          |
|                                                                        | Emmanuel Chathuant Divers (Union populaire républicaine)                                | 216                       | 0,66                      |                          |                          |
|                                                                        | Annie Darde Divers (Parti du vote blanc)                                                | 194                       | 0,60                      |                          |                          |
| Source : Ministère de l'Intérieur - Première circonscription de l'Aube |                                                                                         |                           |                           |                          |                          |

#### Deuxième circonscription
Député sortant : Jean-Claude Mathis (Les Républicains).
|                                                                        | |                           |                           |                          |                          |
|                                                                        | | Premier tour 11 juin 2017 | Premier tour 11 juin 2017 | Second tour 18 juin 2017 | Second tour 18 juin 2017 |
|                                                                        | |                           |                           |                          |                          |
|                                                                        | | Nombre                    | % des inscrits            | Nombre                   | % des inscrits           |
| Inscrits                                                               | Inscrits                                                                                             | 73 873                    | 100,00                    | 73 880                   | 100,00                   |
| Abstentions                                                            | Abstentions                                                                                          | 36 203                    | 49,01                     | 40 455                   | 54,76                    |
| Votants                                                                | Votants                                                                                              | 37 670                    | 50,99                     | 33 425                   | 45,24                    |
|                                                                        | |                           | % des votants             |                          | % des votants            |
| Bulletins blancs                                                       | Bulletins blancs                                                                                     | 472                       | 1,25                      | 2 558                    | 7,65                     |
| Bulletins nuls                                                         | Bulletins nuls                                                                                       | 207                       | 0,55                      | 1 027                    | 3,07                     |
| Suffrages exprimés                                                     | Suffrages exprimés                                                                                   | 36 991                    | 98,20                     | 29 840                   | 89,27                    |
|                                                                        | |                           |                           |                          |                          |
| Candidat Étiquette politique (partis et alliances)                     | Candidat Étiquette politique (partis et alliances)                                                   | Voix                      | % des exprimés            | Voix                     | % des exprimés           |
|                                                                        | |                           |                           |                          |                          |
|                                                                        | Djamila Haddad La République en marche                                                               | 11 251                    | 30,42                     | 13 340                   | 44,71                    |
|                                                                        | Valérie Bazin-Malgras Les Républicains (Union des démocrates et indépendants)                        | 8 947                     | 24,19                     | 16 500                   | 55,29                    |
|                                                                        | Jean-Christophe Lefèvre Front national                                                               | 8 041                     | 21,74                     |                          |                          |
|                                                                        | Élise Gehin La France insoumise                                                                      | 2 829                     | 7,65                      |                          |                          |
|                                                                        | Sybille Bertail Divers droite                                                                        | 2 410                     | 6,52                      |                          |                          |
|                                                                        | Virgil Hennequin Parti socialiste                                                                    | 976                       | 2,64                      |                          |                          |
|                                                                        | Benjamin Birène Europe Écologie Les Verts                                                            | 903                       | 2,44                      |                          |                          |
|                                                                        | Gisèle Malaval Parti communiste français                                                             | 566                       | 1,53                      |                          |                          |
|                                                                        | Frédéric Fays Divers (Mouvement 100 % -Parti antispéciste citoyen pour la transparence et l'éthique) | 317                       | 0,86                      |                          |                          |
|                                                                        | Olivier Tamario Divers (Parti du vote blanc)                                                         | 222                       | 0,60                      |                          |                          |
|                                                                        | Françoise Jouve Divers (Union populaire républicaine)                                                | 193                       | 0,52                      |                          |                          |
|                                                                        | Julien Cynober Lutte ouvrière                                                                        | 177                       | 0,48                      |                          |                          |
|                                                                        | Patricia Peyraud Divers gauche (Nouvelle Donne)                                                      | 159                       | 0,43                      |                          |                          |
| Source : Ministère de l'Intérieur - Deuxième circonscription de l'Aube | |                           |                           |                          |                          |

#### Troisième circonscription
Député sortant : Gérard Menuel (Les Républicains).
|                                                                         |                                                                                        |                           |                           |                          |                          |
|                                                                         |                                                                                        | Premier tour 11 juin 2017 | Premier tour 11 juin 2017 | Second tour 18 juin 2017 | Second tour 18 juin 2017 |
|                                                                         |                                                                                        |                           |                           |                          |                          |
|                                                                         |                                                                                        | Nombre                    | % des inscrits            | Nombre                   | % des inscrits           |
| Inscrits                                                                | Inscrits                                                                               | 65 660                    | 100,00                    | 65 654                   | 100,00                   |
| Abstentions                                                             | Abstentions                                                                            | 33 673                    | 51,28                     | 38 160                   | 58,12                    |
| Votants                                                                 | Votants                                                                                | 31 987                    | 48,72                     | 27 494                   | 41,88                    |
|                                                                         |                                                                                        |                           | % des votants             |                          | % des votants            |
| Bulletins blancs                                                        | Bulletins blancs                                                                       | 399                       | 1,25                      | 2 065                    | 7,51                     |
| Bulletins nuls                                                          | Bulletins nuls                                                                         | 149                       | 0,47                      | 1 005                    | 3,66                     |
| Suffrages exprimés                                                      | Suffrages exprimés                                                                     | 31 439                    | 98,29                     | 24 424                   | 88,83                    |
|                                                                         |                                                                                        |                           |                           |                          |                          |
| Candidat Étiquette politique (partis et alliances)                      | Candidat Étiquette politique (partis et alliances)                                     | Voix                      | % des exprimés            | Voix                     | % des exprimés           |
|                                                                         |                                                                                        |                           |                           |                          |                          |
|                                                                         | Pascal Landréat Mouvement démocrate (La République en marche)                          | 10 180                    | 32,38                     | 11 548                   | 47,28                    |
|                                                                         | Gérard Menuel (député sortant) Les Républicains (Union des démocrates et indépendants) | 7 373                     | 23,45                     | 12 876                   | 52,72                    |
|                                                                         | Angélique Ranc Front national                                                          | 6 697                     | 21,30                     |                          |                          |
|                                                                         | Yves Bouteiller La France insoumise                                                    | 3 182                     | 10,12                     |                          |                          |
|                                                                         | David Blanchon Parti socialiste                                                        | 1 184                     | 3,77                      |                          |                          |
|                                                                         | Nelly Collot-Touzé Écologiste (Mouvement 100 % - Alliance écologiste indépendante)     | 624                       | 1,98                      |                          |                          |
|                                                                         | Arnaud Pacot Parti communiste français                                                 | 622                       | 1,98                      |                          |                          |
|                                                                         | Laurent Stocco Debout la France                                                        | 589                       | 1,87                      |                          |                          |
|                                                                         | Dominique Deharbe Divers gauche (Nouvelle Donne)                                       | 423                       | 1,35                      |                          |                          |
|                                                                         | Chrystel Carte Divers (Union populaire républicaine)                                   | 295                       | 0,94                      |                          |                          |
|                                                                         | Pascal Andrieux Lutte ouvrière                                                         | 270                       | 0,86                      |                          |                          |
| Source : Ministère de l'Intérieur - Troisième circonscription de l'Aube |                                                                                        |                           |                           |                          |                          |